# Clathroporina isidiifera
Clathroporina isidiifera är en lavart som beskrevs av R. C. Harris. Clathroporina isidiifera ingår i släktet Clathroporina och familjen Porinaceae.   Inga underarter finns listade i Catalogue of Life.